# Roberta Gambarini
Roberta Gambarini est une chanteuse de jazz italienne née à Turin en 1964, elle réside aux États-Unis depuis 1998.

## Biographie
Elle a déménagé aux États-Unis en 1998. Cette même année, elle a été demi-finaliste dans un concours de chant de l'Institut de jazz Thelonious Monk, et termine au troisième rang.
Roberta Gambarini a chanté avec des artistes tels que Herbie Hancock, Christian McBride et Toots Thielemans conduisant à des tournées mondiales.
En 2004, elle a commencé à tourner avec le Dizzy Gillespie All Star Big Band avec James Moody, Frank Wess, Jimmy Heath, Paquito d'Rivera, Roy Hargrove et d'autres.
En 2006 et 2007, elle est en tournée avec son trio et le trio Hank Jones avec deux représentations
Roberta Gambarini a été nommée aux Grammy Awards dans la catégorie "Best jazz vocal album" en 2006.
En juin 2007, au Heineken Jazz Fest de Porto Rico avec James Moody et Roy Hargrove.
En 2008, Roberta enregistre le CD You Are There en collaboration avec Hank Jones au piano.
En 2009, en Suisse elle est la tête d'affiche de l'Auvernier Jazz Festival, elle se produit le 5 septembre 2009 sous le nom de "Roberta Gambarini Quartet" (USA).
En Italie, elle a participé à deux éditions du Pozzuoli Jazz Festival (2013 et 2014).

### Discographie
- Appunti Di Viaggio CD+Book, Abaco, 2006, 6 titres
- Easy To Love CD, Groovin'High Records, 2006, 14 titres
- Lush Life CD, Groovin'High Records, 2006, 14 titres
- You Are there, CD, Groovin'High Records, 2007, 14 titres
- So in Love, CD, Groovin'High Records, 2009, 14 titres
- The Shadow of your Smile, CD Groovin'High Records, 2013, 14 titres